# Publio Cornelio Scipione Nasica Serapione
Publio Cornelio Scipione Nasica Serapione (in latino Publius Cornelius Scipio Nasica Serapio; Pergamo, 183 a.C. – Pergamo, 132 a.C.) è stato un politico romano.

## Biografia
Figlio di Publio Cornelio Scipione Nasica Corculo e di sua moglie Cornelia Africana Maggiore, era membro della Gens Cornelia, fu un politico della Roma Repubblicana. Fu console nel 138 a.C. insieme a Decimo Giunio Bruto Callaico. Era anche nipote di Scipione l'Africano.  Successe al padre come Pontefice Massimo nel 141 a.C. Avverso’ le riforme sociali di Tiberio Gracco, e nel 133 a.C. guidò le forze filo-senatorie ed equestri contro i partigiani graccani. Durante questo scontro Tiberio Gracco, suo cugino di primo grado, fu ucciso. Per salvarlo dalla vendetta dei populares, fu spedito dal Senato in missione in Asia Minore, sebbene fosse Pontefice Massimo (fu il primo caso nella secolare storia di Roma). Morì poco dopo a Pergamo, forse avvelenato da agenti del partito graccano. Il figlio che ebbe nel 170 a.C. da Cecilia Metella, figlia di Quinto Cecilio Metello Macedonico e che si chiamava come lui, Publio Cornelio Scipione Nasica Serapione, diverrà console nel 111 a.C.